# Édifice Allan
L'édifice Allan (ou Édifice Edmonstone, Allan and Company) est un édifice sur la rue De La Commune dans le quartier du Vieux-Montréal face au Vieux-Port de Montréal. 

## Histoire

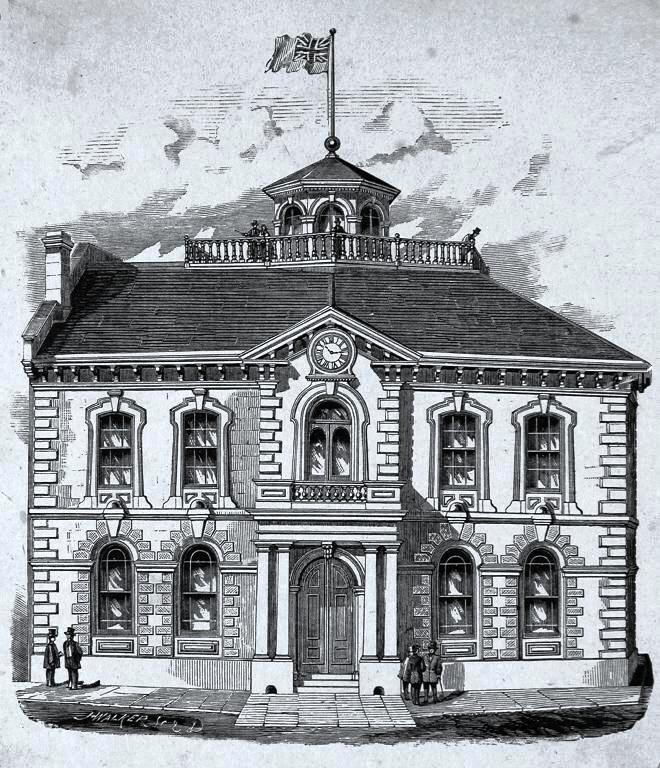
L'édifice en 1863

Cet édifice de style italianisant est conçu par l’architecte John William Hopkins et érigé en 1858-1859 par William Edmonstone (en), Hugh Allan et Andrew Allan (en) comme siège de leurs entreprises de commerce et de transport maritimes. En 1904, suivant des plans des architectes Edward et William Sutherland Maxwell, on agrandit l’immeuble.
La compagnie du Canadien Pacifique acquiert l’immeuble en 1917. Il est occupé par le ministère canadien de la Guerre pendant la Seconde Guerre mondiale. Le Canadien Pacifique loue des bureaux à divers organismes et entreprises, dont l'officier de port de Montréal de 1954 à 1969. Des agences de spectacle et d’artistes s’y installent dans les années 1970. En 1978, le CP vend l’édifice à la Société canadienne d’hypothèques et de logement. Après une restauration réalisée en 1983, la Société du Vieux-Port s’y installe en 1984 et devient propriétaire en 2009.
En 1997, le monument à John Young est déplacé de son emplacement d'origine à la Pointe à Callière vers la cour avant de l'édifice Allan.